# Chotova
Chotova (en russe : Шотова) est un hameau russe de la municipalité de Karpogory du raïon de Pinega dans l'oblast d'Arkhangelsk. Sa population s'élevait à 338 habitants au recensement de 2021.

## Géographie
Chotova est située dans l'est de l'oblast d'Arkhangelsk, un sujet du district fédéral du Nord-Ouest, en Russie européenne. Elle appartiennt à l'établissement rural de Karpogory, dont le chef-lieu est Karpogory, dans le raïon de Pinega, un des raïons de l'oblast, dont le centre administratif est Karpogory.
Chotova, comme tout l'oblast d'Arkhangelsk, est située dans le fuseau horaire MSK (heure de Moscou). Le décalage horaire appliqué par rapport au temps universel coordonné est +03:00.

## Démographie
Recensements (*) ou estimations de la population,,,,:
| 2002* | 2010* | 2012 | 2021* |
| ----- | ----- | ---- | ----- |
| 528   | 429   | 502  | 338   |

## Culture locale et patrimoine
Le hameau possède l'église de l'Intercession-de-la-Sainte-Mère-de-Dieu, une église de style éclectique, construite en 1903-1909. Fermé dans les années 1930, il fut restauré à partir de 2003, et en juin 20215, le premier office s'y tint depuis les années 1930. L'édifice est classé comme objet patrimonial culturel de Russie d'importance fédérale sous le no 291711080120005 depuis 1998.